# Tragocephala carbonaria
Tragocephala carbonaria är en skalbaggsart som beskrevs av Auguste Lameere 1892. Tragocephala carbonaria ingår i släktet Tragocephala och familjen långhorningar.
Artens utbredningsområde är Angola. Inga underarter finns listade i Catalogue of Life.